# Iacopo Leonesio
Iacopo Leonesio (* 13. Januar 2000 in Aosta) ist ein italienischer Biathlet. Er ist dreifacher Medaillengewinner bei internationalen Juniorenmeisterschaften.

## Sportliche Laufbahn
Iacopo Leonesio gab sein internationales Debüt bei den Jugendweltmeisterschaften 2019 und gewann mit Tommaso Giacomel und Didier Bionaz im Staffelrennen die Bronzemedaille, im Einzel belegte er zudem Rang sechs. In der Saison 2019/20 lief er regelmäßig im Junior-Cup, erreichte aber mit Ausnahme eines zwölften Platzes keine nennenswerten Resultate. Seine nächsten Einsätze bekam der Italiener bei den Juniorenweltmeisterschaften 2021, in deren Rahmen er erneut im Einzel unter die Top 10 lief. Am Saisonende gab er daher in Obertilliach sein Debüt im IBU-Cup und ergatterte als 23. der verkürzten Einzelwettkampfs auf Anhieb Ranglistenpunkte. Nach weiteren drei, allerdings eher missglückten, Starts zu Beginn der Folgesaison nahm Leonesio wieder am Juniorcup teil und wurde einmal Fünfter, mit der Mixedstaffel gelang ihm auf der Pokljuka in Slowenien schließlich auch ein Sieg. Bei den Junioreneuropameisterschaften 2022 gewann er hinter Jonáš Mareček und Otto Invenius Bronze im Sprint, auch bei den Juniorenweltmeisterschaften wusste er zumindest im Staffelwettkampf zu überzeugen und gewann mit David Zingerle, Michele Molinari und Elia Zeni die Silbermedaille. In der Saison 2022/23 bestritt der Italiener nur sieben Rennen im IBU-Cup, dabei resultierte als Bestergebnis Platz 30 im Sprint von Ridnaun; im Folgewinter bekam er überhaupt keinen internationalen Einsatz.
2024/25 startete Leonesio nach dem Jahreswechsel regelmäßig im IBU-Cup. Nachdem er in Osrblie mit einem neunten und einem zwölften Rang – mit jeweils fehlerfreiem Schießen – seine bisherigen Bestergebnisse deutlich unterboten hatte, bekam er einen Startplatz für die Heim-Europameisterschaften im Martelltal. Auch bei diesen Meisterschaften traf er in Einzel, Sprint und Verfolgung ausnahmslos alle Scheiben, wobei er sich im Verfolger von Platz 23 bis auf fünf verbessern konnte. In Osrblie erreichte er außerdem an der Seite von Ilaria Scattolo, Beatrice Trabucchi und Nicola Romanin seinen ersten Podestplatz im IBU-Cup.

## Persönliches
Leonesio stammt aus dem Ortsteil Antagnod der Gemeinde Ayas im Aostatal.

## Statistiken

### Jugend-/Juniorenweltmeisterschaften
Leonesio nahm 2019 an den Jugend- und ab 2021 an den Juniorenwettkämpfen teil.
| Weltmeisterschaften | Weltmeisterschaften | Einzelwettbewerbe | Einzelwettbewerbe | Einzelwettbewerbe | Männerstaffel |
| Jahr                | Ort                 | Einzel            | Sprint            | Verfolgung        | Männerstaffel |
| ------------------- | ------------------- | ----------------- | ----------------- | ----------------- | ------------- |
| 2019                | Osrblie             | 6.                | 75.               | –                 | 3.            |
| 2021                | Obertilliach        | 7.                | 18.               | 21.               | 7.            |
| 2022                | Soldier Hollow      | 18.               | 49.               | 45.               | 2.            |

### Junior-Cup-Siege
| Nr. | Datum         | Ort      | Disziplin      |
| --- | ------------- | -------- | -------------- |
| 1.  | 16. Jan. 2022 | Pokljuka | Mixedstaffel 1 |